# 卡尔巴赫 (巴伐利亚州)
卡尔巴赫（德語：Karbach，發音：[ˈkaːɐ̯ˌbax] ⓘ）是德国巴伐利亚州下弗兰肯行政区美因-施佩萨特县的市镇，面积24.14平方千米，人口为人。